# La niña santa
La niña santa è un film del 2004 diretto da Lucrecia Martel, presentato in concorso al 57º Festival di Cannes.

## Trama
All'Hotel Termas, un albergo fatiscente nella cittadina argentina di La Ciénaga, le amiche adolescenti Amalia e Josefina iniziano ad esplorare la loro sessualità appena sbocciata, cercando di conciliarla con il loro fervente cattolicesimo. Amalia vive con la madre divorziata, proprietaria dell'hotel, e suo zio Freddy. In questo periodo, nella mente di Amalia, gli impulsi spirituali e sessuali si mescolano inestricabilmente.
All'hotel si svolge un convegno di medici. Un giorno, nella calca che assiste all'esibizione di un musicista che suona il theremin, il dottor Jano, convegnista e ospite dell'albergo, molesta sessualmente Amalia. La ragazza è sconvolta, ma prende l'azione dell'uomo come un segno che il Cielo le ha dato una missione: redimere il dottor Jano dal suo comportamento inappropriato. Successivamente, il medico sposato e di mezza età diviene l'oggetto del desiderio di Amalia, che incomincia a spiarlo.
Alla fine, mentre il convegno volge al termine, Amalia e Josefina sono mostrate insieme nella piscina dell'albergo, lasciando lo spettatore nell'incertezza su ciò che sia successo tra Amalia e il medico.

## Produzione
La sceneggiatrice e regista Lucrecia Martel ha dichiarato: "Il film non è rigorosamente autobiografico, ma ciò che vi ho inserito è la mia esperienza personale della vita, i miei ricordi. Da adolescente ero una persona molto religiosa. Pensavo di avere una relazione speciale con Dio, o con qualsiasi cosa ci fosse lassù. Ora non credo più nei miracoli, ma credo nell'emozione che provi davanti a un miracolo – l'emozione di qualcosa d'inaspettato che viene rivelato a te."
La Martel usò varie inquadrature fisse o di stacco per separare fisicamente spazi e scene del film.
Il film fu interamente girato a Salta, la città natale della Martel in Argentina.

## Distribuzione
Il film uscì in Argentina il 6 maggio 2004. Fu ammesso in concorso e presentato internazionalmente al Festival di Cannes 2004 il 16 maggio.
Il film fu proiettato anche in altri festival cinematografici, tra i quali quello di Karlovy Vary, di Toronto, di Helsinki, di Londra, di Hong Kong, e di Reykjavík.
Esordì negli Stati Uniti al New York Film Festival il 10 ottobre 2004, e al Seattle International Film Festival il 20 maggio 2005. La Fine Line Features le diede una distribuzione limitata il 29 aprile 2005.

## Critica
A. O. Scott, critico cinematografico del New York Times, definì il film "un'opera seconda elusiva, febbrile e tuttavia affascinante." Apprezzò anche l'approccio artistico della regista Martel ai film, e scrisse: "Il suo stile visivo è similmente obliquo, quando inquadra i personaggi attraverso porte semiaperte, ad angoli insoliti e movimenti di camera asimmetrici. La signora Martel esplora i misteri dei sensi fino a un livello che è in qualche modo sconcertante. [I sensi] sono gli strumenti che abbiamo per conoscere noi stessi, gli altri e il mondo, ma ci portano anche fuori strada, portandoci dolore, piaceri e confusione in egual misura."
Kevin Thomas, critico del Los Angeles Times, scrisse: "[Il film] rivela lo stile, la visione e la sicurezza che sono i segni di una regista di vaglia." Disse anche della regista Martel: "un'artista raffinata e un'acuta osservatrice, la Martel gestisce un ampio cast con una facilità che fa il paio con la sua abilità narrativa, entro la quale fluiscono facilmente e implicitamente l'indagine psicologica e il commento sociale."
La critica Ruthe Stein scrisse: "La Martel è brava specialmente nel rendere un ambiente claustrofobico, e lascia saggiamente ambigua la questione sulla complicità del medico nello stato delirante di Amalia. Egli non riesce ad accorgersi che sta iniziando a pedinarlo – un'indicazione della casualità dell'atto commesso con l'accompagnamento di un theremin."
Il film ha un tasso d'approvazione del 77% su Rotten Tomatoes, sulla base di 62 recensioni. L'opinione del sito recita: "Questo provocante dramma lirico mescola temi di sessualità proibita e fede nella redenzione con un tocco di umanesimo in uno stile memorabile, per quanto disorientante." Su Metacritic, ha una media pesata di 75/100, sulla base di recensioni di critici, cosa che indica giudizi "generalmente favorevoli".

## Riconoscimenti
- 2004 - Premio Clarín[19]
  - Miglior regista a Lucrecia Martel
  - Miglior attrice esordiente a Julieta Zylberberg
- 2004 - São Paulo International Film Festival[13]
  - Menzione d'onore, Critics' Award a Lucrecia Martel.
- 2004 - Festival di Cannes[6]
  - Candidatura alla Palma d'oro a Lucrecia Martel
- 2005 - Asociación de Cronistas Cinematográficos de la Argentina[13]
  - Candidatura al Condor d'argento alla migliore fotografia a Félix Monti
  - Candidatura al Condor d'argento ai migliori costumi a Julio Suárez
  - Candidatura al Condor d'argento alla miglior attrice esordiente a María Alche
  - Candidatura al Condor d'argento alla miglior attrice non protagonista a Julieta Zylberberg

L'autorevole rivista del British Film Institute Sight & Sound l'ha indicato tra i trenta film chiave del primo decennio del XXI secolo.